# Harvester of Sorrow
"Harvester of Sorrow" é uma canção da banda estadunidense de thrash metal Metallica. Composta por James Hetfield e Lars Ulrich, a canção fala sobre alguém que tinha uma vida normal e de repente começa a matar as pessoas a sua volta, foi lançada no álbum ...And Justice for All. Lançada em setembro de 1988, "Harvester of Sorrow" foi o primeiro single da banda.  A canção atingiu o vigésimo lugar na parada musical britânica (UK Singles Chart), permanecendo nesta por três semanas.

## Faixas

### CD single
1. "Harvester of Sorrow" – 5:42
2. "Breadfan" – 5:44
3. "The Prince" – 4:26

### 12-inch single
Lado A
1. "Harvester of Sorrow" – 5:42

Lado B
1. "Breadfan" – 5:44
2. "The Prince" – 4:26

## Charts
| Paradas (1988)                           | Posição |
| ---------------------------------------- | ------- |
| Australian (ARIA) singles chart          | 100     |
| Ireland (IRMA)                           | 19      |
| Italy (FIMI)                             | 40      |
| Nova Zelândia (Recorded Music NZ)        | 30      |
| Spain (AFYVE)                            | 11      |
| UK Singles (The Official Charts Company) | 20      |